# Konrad Ruthardt
Konrad Ruthardt (* 29. Juli 1906 in Nürtingen; † 24. April 1973 in Frankfurt am Main) war ein deutscher Physiker.
Ruthardt wurde an der Ludwig-Maximilians-Universität München bei Walther Gerlach promoviert. Er war ab 1935 Leiter des Physikalischen Labors bei W. C. Heraeus in Hanau und später nach dem Zweiten Weltkrieg Geschäftsführer und Gesellschafter.
1962/63 war er Präsident der Deutschen Physikalischen Gesellschaft.

## Schriften
- mit Wolfgang Seith Chemische Spektralanalyse, Springer Verlag 1938, 6. Auflage 1970
- Herausgeber: 100 Jahre Heraeus Hanau, Breidenstein 1951